# Louisa (Virginia)
Louisa ist eine Stadt in Louisa County und liegt im Bundesstaat Virginia in den USA. Das U.S. Census Bureau hat bei der Volkszählung 2020 eine Einwohnerzahl von 1.987 ermittelt.

## Geographie
Die Stadt befindet sich 70 Kilometer nordwestlich von Richmond sowie 40 Kilometer östlich von Charlottesville. Lake Anna erstreckt sich 20 Kilometer entfernt in östlicher Richtung. In einer Entfernung von 15 Kilometern verläuft im Süden der Interstate-64-Highway.

## Geschichte
Louisa wurde 1742 gegründet. Der Name der Stadt wurde ebenso wie auch derjenige des County zu Ehren von Prinzessin Louise von Großbritannien gewählt. Nach der Gründung der Louisa Railroad 1836, die ab 1868 Chesapeake and Ohio Railroad und ab 1878 schließlich Chesapeake and Ohio Railway hieß, diente die Stadt zunächst hauptsächlich als Umschlagplatz verschiedener Waren.
1978 wurde der erste Block des ca. 18 Kilometer entfernten Kernkraftwerks North Anna in Betrieb genommen. 1980 folgte ein zweiter Block. Am 23. August 2011 ereignete sich ein Erdbeben in Virginia, dessen Epizentrum nur 11 Kilometer von Louisa entfernt lag und welches eine Stärke von 5,8 auf der Momenten-Magnituden-Skala hatte. In Louisa gab es erhebliche Gebäudeschäden, jedoch keine schweren Personenschäden. Das Beben führte zum Ausfall der externen Netz-Einspeisungen im Kernkraftwerk North Anna und die beiden Blöcke wurden mit Hilfe von Notstrom-Dieselaggregaten heruntergekühlt. Das Kernkraftwerk ging im Dezember 2011 wieder ans Netz und ist ein wichtiger Arbeitgeber für die Stadt.

## Demographie
Im Jahr 2009 ergab sich eine Bevölkerungszahl von 1568 Personen, was eine Steigerung gegenüber 2000 von 11,9 % bedeutet.